# Finale della Coppa delle nazioni africane 2021
La finale della Coppa delle nazioni africane 2021 si è disputata il 6 febbraio 2022 allo stadio Paul Biya di Yaoundé tra le nazionali di Senegal ed Egitto. A vincere è stato il Senegal ai tiri di rigore per 4-2, dopo lo 0-0 dei tempi supplementari, e si è così aggiudicato il titolo di campione d'Africa per la prima volta.

## Le squadre
| Squadra | Finali (o spareggi) disputate in precedenza (il grassetto indica la vittoria) |
| ------- | ----------------------------------------------------------------------------- |
| Senegal | 2 (2002, 2019)                                                                |
| Egitto  | 9 (1957, 1959, 1962, 1986, 1998, 2006, 2008, 2010, 2017)                      |

## Cammino verso la finale

### Tabella riassuntiva del percorso
| Squadra  | Pt | G |
| -------- | -- | - |
| Senegal  | 5  | 3 |
| Guinea   | 4  | 3 |
| Malawi   | 4  | 3 |
| Zimbabwe | 3  | 3 |

| Squadra       | Pt | G |
| ------------- | -- | - |
| Nigeria       | 9  | 3 |
| Egitto        | 6  | 3 |
| Sudan         | 1  | 3 |
| Guinea-Bissau | 1  | 3 |

## Tabellino
| Arbitro: | Victor Gomes |

|                                           |                      |                                     |
| Koulibaly A. Diallo B. Sarr B. Dieng Mané | Tiri di rigore 4 – 2 | Zizo Abdel Monem Mar. Hamdi Lasheen |

| Senegal | Egitto |

| P             | 16 | Edouard Mendy     |     |     |
| D             | 20 | Bouna Sarr        |     |     |
| D             | 3  | Kalidou Koulibaly | 44’ |     |
| D             | 22 | Abdou Diallo      | 54’ |     |
| D             | 2  | Saliou Ciss       |     |     |
| C             | 8  | Cheikhou Kouyaté  |     | 66’ |
| C             | 6  | Nampalys Mendy    | 17’ |     |
| C             | 5  | Idrissa Gueye     |     |     |
| A             | 18 | Ismaïla Sarr      |     | 77’ |
| A             | 10 | Sadio Mané        | 88’ |     |
| A             | 19 | Famara Diedhiou   |     | 77’ |
| Sostituzioni: |    |                   |     |     |
| A             | 26 | Pape Gueye        |     | 66’ |
| A             | 9  | Boulaye Dia       |     | 77’ |
| A             | 15 | Bamba Dieng       |     | 77’ |
| Allenatore:   |    |                   |     |     |
| Aliou Cissé   |    |                   |     |     |

| P              | 16 | Mohamed Abou Gabal   |     |     |
| D              | 8  | Emam Ashour          |     |     |
| D              | 2  | Mohamed Abdel Monem  | 5’  |     |
| D              | 15 | Mahmoud Hamdy        |     |     |
| D              | 13 | Ahmed Abou El Fotouh |     |     |
| C              | 5  | Hamdy Fathy          | 37’ | 99’ |
| C              | 17 | Mohamed Elneny       |     |     |
| C              | 4  | Amr El-Soleya        |     | 59’ |
| A              | 10 | Mohamed Salah        |     |     |
| A              | 22 | Omar Marmoush        |     | 59’ |
| A              | 14 | Mostafa Mohamed      |     | 59’ |
| Sostituzioni:  |    |                      |     |     |
| C              | 7  | Trézéguet            |     | 59’ |
| C              | 21 | Zizo                 |     | 59’ |
| A              | 28 | Marwan Hamdi         |     | 59’ |
| A              | 18 | Mohanad Lasheen      |     | 99’ |
| Allenatore:    |    |                      |     |     |
| Carlos Queiroz |    |                      |     |     |

| Assistenti arbitrali: Zakhele Siwela (Sudafrica) Souru Phatsoane (Lesotho) Quarto ufficiale: Jean Jacques Ndala Ngambo (Repubblica Democratica del Congo) Assistente di riserva: Olivier Safari (Repubblica Democratica del Congo) VAR: Adil Zourak (Marocco) Assistenti al VAR: Bouchra Karboubi (Marocco) Zakaria Brinsi (Marocco) | Regole dell'incontro: - due tempi regolamentari da 45 minuti ciascuno; - due tempi supplementari da 15 minuti ciascuno in caso di parità; - tiri di rigore in caso di ulteriore parità; inizialmente cinque per squadra, e a oltranza fino a spareggio in caso di ulteriore parità; - numero massimo di 23 giocatori per squadra a referto (11 in campo e 12 come potenziali sostituti); - cinque sostituzioni permesse nei tempi regolamentari; una sesta permessa nei tempi supplementari. |

## Statistiche
| Statistiche       | Senegal | Egitto |
| ----------------- | ------- | ------ |
| Reti segnate      | 0       | 0      |
| Tiri totali       | 13      | 7      |
| Tiri in porta     | 8       | 3      |
| Parate            | 3       | 8      |
| Possesso palla    | 57%     | 43%    |
| Calci d'angolo    | 3       | 4      |
| Falli commessi    | 23      | 30     |
| Fuorigioco        | 1       | 1      |
| Cartellini gialli | 4       | 2      |
| Cartellini rossi  | 0       | 0      |